# Васильки (рослина)
Васи́льок, базилі́к (Ocimum) — рід рослин, що складається з близько 35 видів ароматичних однорічних та багаторічних трав'янистих рослин та кущів родини глухокропивових (Lamiaceae), що походять з помірних та тропічних районів Старого Світу.
У середньовічній Європі васильок пов'язували із появою скорпіонів. Існувало повір'я, що під горщиками з васильком народжуються скорпіони, і навіть сам його запах формує скорпіона.

## Культурне значення
В Україні 1 серпня за новим стилем в народі святкують свято Маковія. В цей день у церквах святять воду, квіти і мак. Серед квітів у букет кладуть васильок. Такий букет називається «маковійчик».
На Зелені свята в деяких місцевостях України дівчата ходять по селах з вінками на голові. Вінки плетуть з конвалії, незабудок, васильку, чебрецю, вплітають і полин.
На Трійцю збирають цілющі трави і квіти, серед яких є також васильок.
На Івана Купала дівчата вплітають васильок у вінки. У Медовий Спас у церкві святять васильок і чорнобривці.
В деяких регіонах України на свято Богоявлення, яке в народі називають Йорданом, в освячену воду кладуть гілочки сушеного васильку, що додає неймовірно приємного запаху.
Колись в Україні селяни вирощували васильок біля своїх осель. Васильок мав широке ритуальне застосування. На думку етнографів, сакралізація цієї рослини пов'язана з легендами про знайдення хреста Господнього. На місці, де євреї сховали хрест Спасителя, виросла пахуча й цілюща трава, яку в Україні назвали «васильком» від латинської назви basilic, що в перекладі означає священний, величний. За іншою легендою, рослина одержала назву «від імені святого Василя Великого, який, начебто, за життя дуже полюбляв квіти й зелень і завжди прикрашав васильком свою келію»..